# KINOTAYO現代日本映画祭
KINOTAYO現代日本映画祭（キノタヨげんだいにほんえいがさい、仏: Festival du cinema japonais contemporain）は、フランスで毎年冬に開催されている日本映画祭。通例パリ及び近郊では12月前後〜、続いて各地方都市にて順次行われる。パリ及び近郊ではメイン会場のパリ日本文化会館を始めとする複数の会場にて、地方ではパートナー会場の各映画館で開催される。

## 概要
フランス最大の日本映画祭であるKINOTAYO映画祭は、フランスでの現代日本映画普及を目的として、過去に日系企業（NECグループ）の幹部を務め、当時バルドワーズ県にある大学の総長となっていたミッシェル・モトロが発案する形で2006年に発足した。
名称の「KINOTAYO」は、「金の太陽（Kin no taiyo）」を略語化したものである。映画祭は非営利団体KINOTAYO協会により運営され、在仏日本国大使館、パリ日本文化会館（国際交流基金）を始めとする日仏の各機関の協力・支援を受けている。フランス語名称のFestival du film japonais contemporainは2015年度よりFestival du cinema japonais contemporainに改称された。
コンペティション部門では毎年10作品前後の新作長編映画がノミネートされ、観客投票によりグランプリ「ソレイユ・ドール（金の太陽賞）」が授与される。また批評家賞、最優秀撮影賞が批評家及び撮影監督により構成される各審査委員会により選出される。その他コンペティション外部門、特集企画等の作品も上映される。映画祭ゲストとしては、過去に黒沢清、市川準、園子温、深田晃司、桃井かおりなどが来場している。

## 過去受賞作品
第18回（2024年度開催）
- ソレイユ・ドール 観客賞：『あんのこと』入江悠監督
- グランプリ：『瞼の転校生』藤田直哉監督
- 審査員賞：『白鍵と黒鍵の間に』冨永昌敬監督
- ソレイユ・ドール 特別賞：役所広司

第17回（2023年度開催）
- ソレイユ・ドール 観客賞：『バカ塗りの娘』鶴岡慧子監督
- グランプリ：『茶飲友達』外山文治監督
- 審査員賞：『銀河鉄道の父』 成島出監督

第16回（2022年度開催）
- ソレイユ・ドール 観客賞：『浅田家！ 』中野量太監督
- グランプリ： 『スープとイデオロギー』ヤン•ヨンヒ監督
- 審査員賞：『とら男』 村山和也監督

第15回（2021年度開催）
- ソレイユ・ドール 観客賞、審査員賞：『あのこは貴族』岨手由貴子監督
- グランプリ：『椿の庭』上田義彦監督

キノタヨ祭り（2020年度特別開催　コンペティションなし）
第14回（2019年度開催）
- ソレイユ・ドール 観客賞（グランプリ）:『カツベン!』周防正行監督
- 審査員賞、イデム最優秀映像賞： 『月夜釜合戦』佐藤零郎監督
- MMC最優秀音楽賞:：『マスカレード・ホテル』鈴木雅之 (演出家) 監督

第13回（2018年度開催）
- ソレイユ・ドール 観客賞（グランプリ）:『カメラを止めるな!』上田慎一郎監督
- 審査員賞:：『生きてるだけで、愛。』関根光才監督
- イデム最優秀映像賞： 『栞』榊原有佑監督

第12回（2017年度開催）
- ソレイユ・ドール 観客賞（グランプリ）:『永い言い訳』西川美和監督／『彼らが本気で編むときは、』荻上直子監督／『オー・ルーシー!』平栁敦子監督　　※3作品同時受賞
- 審査員賞： 『息の跡』小森はるか監督
- 最優秀映像賞： 『愚行録』石川慶監督

第11回（2016年度開催）
- ソレイユ・ドール 観客賞（グランプリ）: 『牡蠣工場』想田和弘監督／『ハッピーアワー』濱口竜介監督　　※2作品同時受賞
- 審査員賞： 『バンコクナイツ』富田克也監督
- 最優秀映像賞： 『俳優 亀岡拓次』横浜聡子監督

第10回（2015年度開催）
- ソレイユ・ドール 観客賞（グランプリ）: 『駆込み女と駆出し男』原田眞人監督／『味園ユニバース』山下敦弘監督　※2作品同時受賞
- 批評家賞： 『野火』塚本晋也監督
- キャノン最優秀撮影賞： 『野火』塚本晋也監督
- 会長特別賞：安藤サクラ（武正晴監督『百円の恋』主演）

第9回（2014年度開催）
- ソレイユ・ドール 観客賞（グランプリ）: 『小さいおうち』山田洋次監督
- 批評家賞:：『捨てがたき人々』榊英雄監督
- キャノン最優秀撮影賞：『FORMA』坂本あゆみ監督

第8回（2013年度開催）
- ソレイユ・ドール 観客賞（グランプリ）: 『横道世之介』 沖田修一監督
- 批評家賞：『外事警察 その男に騙されるな』 堀切園健太郎監督
- キャノン最優秀撮影賞：『苦役列車』 山下敦弘監督

第7回（2012年度開催）
- ソレイユ・ドール 観客賞：『わが母の記』 原田眞人監督
- ソレイユ・ドール 批評家賞：『エンディングノート』 砂田麻美監督
- 最優秀映像賞：『その後のふたり』 辻仁成監督

第6回（2011年度開催）
- ソレイユ・ドール：『大鹿村騒動記』 阪本順治監督
- ソレイユ・ドール IFテレビジョン賞：『死にゆく妻との旅路』 塙幸成監督
- ニコン最優秀映像賞：『白夜行』 深川栄洋監督

第5回（2010年度開催）
- ソレイユ・ドール：『RAILWAYS 49歳で電車の運転士になった男の物語』 錦織良成監督
- ソレイユ・ドール IFテレビジョン賞：『BOX 袴田事件 命とは』 高橋伴明監督
- ニコン最優秀映像賞：『信さん・炭坑町のセレナーデ』 平山秀幸監督
- 観客賞：『信さん・炭坑町のセレナーデ』 平山秀幸監督

第4回（2009年度開催）
- ソレイユ・ドール：『あの空をおぼえてる』 冨樫森監督
- ソレイユ・ドール 新人賞：『休暇』門井肇監督
- 作品選考委員会賞：『色彩の記憶』 御法川修監督
- ニコン最優秀映像賞：『カケラ』 安藤モモ子監督
- 観客賞：『ベクシル 2077日本鎖国』 曽利文彦監督
- クレージー映画賞：『ヤッターマン』 三池崇史監督

第3回（2008年度開催）
- ソレイユ・ドール：『アヒルと鴨のコインロッカー』 中村義洋監督
- ニコン最優秀映像賞：『めがね』 荻上直子監督
- ソレイユ・ドール 新人賞：『ざくろ屋敷 バルザック『人間喜劇』より』 深田晃司監督
- 観客賞：『HEY JAPANESE! Do you believe PEACE, LOVE and UNDERSTANDING? 2008 —2008年、イマドキジャパニーズよ。愛と平和と理解を信じるかい?—』 村松亮太郎監督
- 審査員特別賞・最優秀ドキュメンタリー：『ツヒノスミカ』 山本起也監督

第2回（2007年度開催）
- ソレイユ・ドール：『あしたの私のつくり方』 市川準監督
- ソレイユ・ドール 新人賞：『ヨコハマメリー』 中村高寛監督
- 観客賞：『アリア』坪川拓史監督、 『ストロベリーショートケイクス』 矢崎仁司監督

第1回（2006年度開催）
- ソレイユ・ドール：『HINOKIO ヒノキオ』 秋山貴彦監督
- アニメーション賞：『マインド・ゲーム』 湯浅政明監督
- 理事会特別賞：今村昌平監督（全作品を通しての功績に対し）